# St. Laurentius (Bütthard)

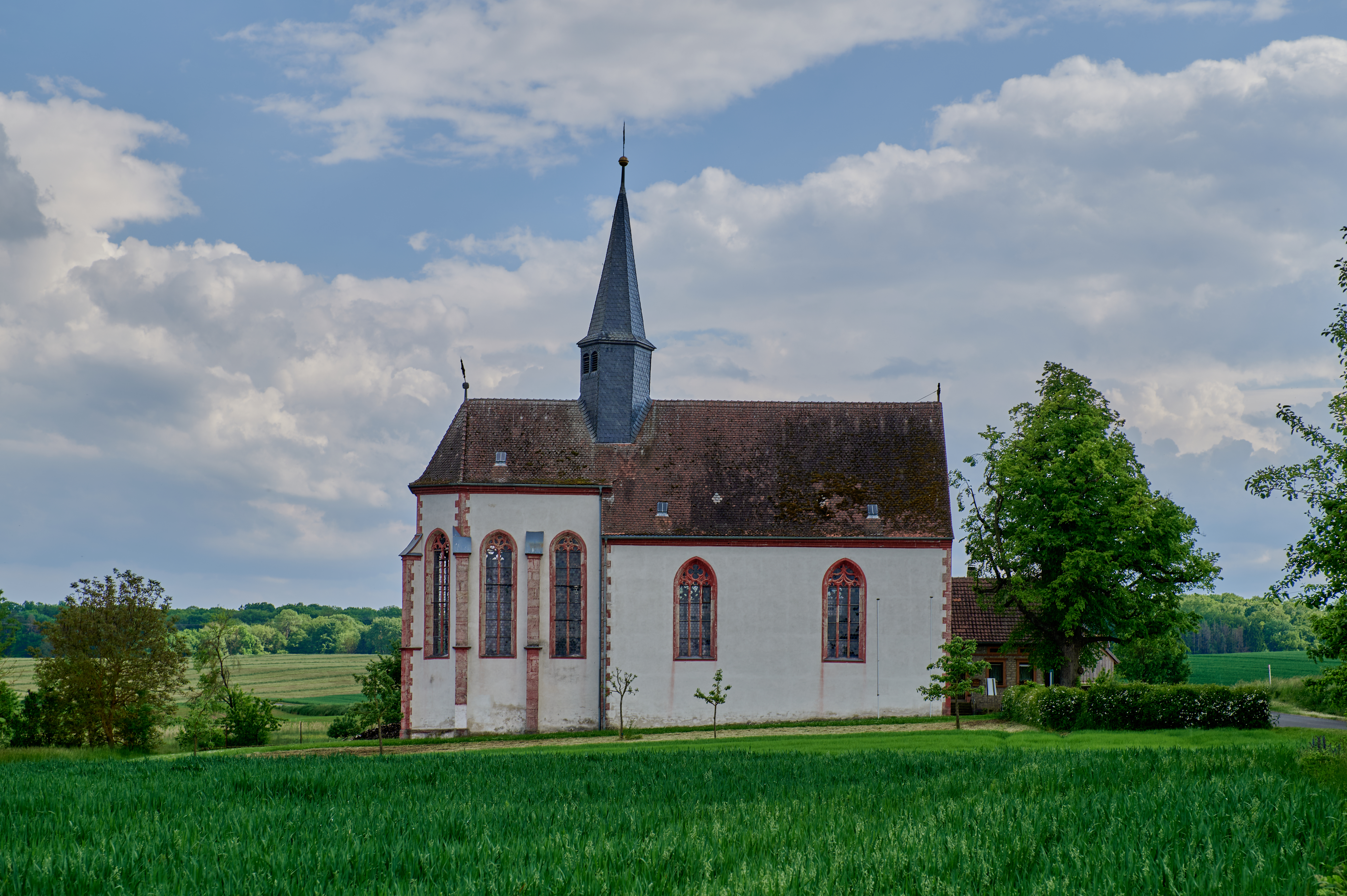
St. Laurentius (Bütthard)

Die römisch-katholische Kapelle St. Laurentius ist ein denkmalgeschütztes Kirchengebäude in Bütthard, einem Markt im Landkreis Würzburg (Unterfranken, Bayern). Das Bauwerk ist unter der Denkmalnummer D-6-79-122-20 als Baudenkmal in die Bayerische Denkmalliste eingetragen.

## Geschichte
Eine erste Kapelle ist bereits im Jahr 1451 nachweisbar. Während des Deutschen Bauernkrieges erlitt diese erhebliche Schäden. Erst 1610 veranlasste Julius Echter von Mespelbrunn, die Kirche wieder aufzubauen. Der Wiederaufbau erfolgte im spätgotischen Baustil, wobei der Chor stehen blieb. 1624 war der Wiederaufbau beendet und die Kapelle wurde der Jungfrau Maria und dem heiligen Laurentius geweiht.

## Beschreibung
Die Saalkirche hat einen eingezogenen Chor im Osten, dessen Wände von Strebepfeilern gestützt werden, zwischen denen sich Maßwerkfenster befinden. Aus dem Satteldach des Kirchenschiffs erhebt neben dem des Chors ein schiefergedeckter, sechseckiger Dachreiter, der einen sechsseitigen spitzen Helm trägt. Der Hochaltar von 1735 und die Seitenaltäre von 1737 wurden von Johann Doser gebaut. Zur Kirchenausstattung gehört ferner eine 1740 gebaute Kanzel. Die Büste des heiligen Laurentius ist gegen 1500 entstanden.